# Ikebukuro West Gate Park
Ikebukuro West Gate Park (jap. 池袋ウエストゲートパーク, Ikebukuro Wesuto Gēto Pāku) ist eine Light-Novel-Reihe des japanischen Autors Ira Ishida, der ab 2001 in Japan erschien und als Manga und Fernsehserie adaptiert wurde. Das Werk handelt vom 20-jährigen Makoto Majima und dessen aufregendem und oft gefährlichen Leben in Tokio.

## Inhalt
Der 20 Jahre alte Makoto Majima verbringt seine Zeit damit, Mädchen aufzureißen und Freunde zu treffen. Dabei gerät er häufig an Menschen, die Hilfe suchen und denen er diese nicht abschlagen kann. Seine Mutter hat ihn allein großgezogen und besitzt einen Obstladen, in dem Makoto öfters aushelfen muss. Makoto ist befreundet mit Takashi Ando, dem Anführer einer Gang, und Shun Mizuno und Masa Mori, die ebenfalls in der Gang sind.
Im West Gate Park lernt er Rika Nakamura, eine typische Ganguro, kennen, die seine Freundin wird. Doch auch Rikas beste Freundin Hikaru Shibusawa findet Gefallen an Makoto. Nachdem Rika sich, wie schon mehrmals zuvor, einem anderen Mann für Geld angeboten hat, wird sie erwürgt in einem Motel aufgefunden. Makoto will sich für diese Tat rächen und nutzt seine Verbindungen zu Takashi Ando und seiner Gang aus.

## Veröffentlichung
Die Light Novel wurde ab 28. September 1998 beim Verlag Bungeishunju verlegt, es sind bisher 16 Bände erschienen.
Der Manga wurde ab 2001 in 4 Bänden verlegt und ist auch auf Deutsch erhältlich.

## Adaptionen

### Fernsehserie
2000 produzierte TBS eine 11-teilige Fernsehserie zur Light Novel, Regie führten Fuminori Kaneko, Hideki Isano und Yukihiko Tsutsumi. Die Musik komponierte Takefumi Haketa, Produzent war Aki Isoyama. Für den Vorspann verwendete man das Lied Bōkyaku no Sora (忘却の空) von Sads.
Die Serie wurde vom 14. März 2000 bis zum 23. Juni 2000 durch TBS in Japan ausgestrahlt.
Ab dem 28. März 2006 sendete TBS eine Fortsetzung der Serie unter dem Titel Ikebukuro West Gate Park: Soup no Kai (池袋ウエストゲートパーク スープの回, Ikebukuro Wesuto Gēto Pāku: Sūpo no Kai). Regie führte Yukihiko Tsutsumi, die Darsteller waren die gleichen.

### Manga
Die Adaption als Manga wurde gezeichnet von Sena Aritō. Zunächst erschienen von Juli 2001 bis 2004 vier Bände bei Akita Shoten, zuvor wurden die Kapitel im Magazin Young Champion veröffentlicht. Der Manga erschien auf Englisch bei Digital Manga Publishing und auf Französisch bei Asuka Comics, eine deutsche Fassung wurde von Carlsen Comics herausgebracht. Die deutsche Übersetzung stammt von Alexandra Klepper.
Ab Juli 2006 folgte ein weiterer Manga, gezeichnet von Masashi Asaki, unter dem Titel IWGP - Denshi no Hoshi. Die Kapitel erschienen zunächst im Weekly Shōnen Magazine des Verlags Kodansha und danach in einem Sammelband.

### Anime
2020 wurde eine 12-teilige Animeserie vom Studio Doga Kobo produziert, in Deutschland ist diese Serie bei Wakanim verfügbar.